# Jean Nicolaï
Jean Nicolaï, né en 1594 à Mouzay, près de Verdun, et mort le 7 mai 1673 à Paris, était un théologien et polémiste français, appartenant à l'ordre dominicain.

## Biographie
Entré chez les Dominicains à l'âge de douze ans, il prononce ses vœux religieux en 1612, et étudie la philosophie et la théologie au couvent Saint-Jacques, à Paris. Il obtient en 1632 son doctorat en théologie à la Sorbonne, puis enseigne la philosophie et la théologie dans les différentes maisons de son ordre. Apprécié pour sa stricte observance de la règle, sa prudence, son érudition et son intelligence pénétrante, il parlait couramment le latin, le grec, l'italien, l'espagnol et l'hébreu. Il fut membre de la commission chargée d'examiner les ouvrages et les enseignements des Jansénistes et d'éviter que leur doctrine ne se répande à la Sorbonne. Au cours des querelles entre thomistes et molinistes, il prit parti pour la doctrine thomiste.
Parmi ses nombreux ouvrages, on peut distinguer trois catégories : tout d'abord, des rééditions de théologiens plus anciens - entre autres Thomas d'Aquin et Rainier de Pise - complétés de commentaires et de notes explicatives. Ensuite, sa propre œuvre théologique, qui traite notamment du problème du Concile (où il attaque le gallicanisme) et de la question du baptême. Et enfin, des écrits politiques et poétiques : on peut citer un panégyrique en l'honneur de la victoire remportée par Louis XIII à La Rochelle en 1628, et un poème en l'honneur du fils de Louis XIV, composé en 1661. Bénéficiant de l'estime de la Cour, il s'était vu attribuer une pension de six cents francs. Jean Nicolaï est enterré dans la chapelle du couvent Saint-Jacques, à Paris.